# ウェイン・ワンダー
ウェイン・ワンダー（Wayne Wonder, 1972年7月26日 - ）は、1980年代に活動を始め、Penthouse レーベルからのリリースを中心に活動しているレゲエシンガーである。

## ディスコグラフィ

### アルバム
- 2003年 ノー・ホールディング・バック（ワーナーミュージック・ジャパン）